# Vida Arena
Die Vida Arena ist eine Mehrzweckhalle in der schwedischen Stadt Växjö. Sie ist die Heimspielstätte des Eishockeyvereins Växjö Lakers.

## Geschichte
Die Arena wurde im Spätsommer 2011 fertiggestellt und am 17. September 2011 eingeweiht. Sie ist Bestandteil des Sportstättenkomplexes Arenastaden, der unter anderem ein Fußballstadion sowie zwei Hallen für Leichtathletik bzw. Unihockey umfasst.
Der Namenssponsor ist der schwedische Forstwirtschafts-Konzern Vida-Gruppe, der sich die Rechte im September 2010 für 14 Jahre sicherte.
Neben Sportveranstaltungen fand in der Arena am 4. Februar 2012 ein Teilwettbewerb des Melodifestivalen, des schwedischen Vorentscheids zum Eurovision Song Contest, statt. 2017 war das Festival erneut zu Gast.
Die Arena ist durch eine Trainingshalle mit einer älteren Eissporthalle verbunden. An der Fassade sorgt eine an der dünnen Blechhülle angebrachte LED-Beleuchtung für ein ständig wechselndes Farbenspiel.
Das Gebäude ist 100 m lang, 70 m breit und 20 m hoch. Für die kulinarische Versorgung gibt es ein Restaurant mit 250 Plätzen, fünf Bars sowie sechs Schnellimbisse. Weiterhin gibt es eine Lounge mit 400 Plätzen für Unternehmen, Konferenzräume, 27 Logen für 8 bis 12 Personen, ein Fernsehstudio, ein Fitness-Center sowie Verwaltungsräume. Die Parkgarage bietet 80 Fahrzeugen Platz.

## Galerie

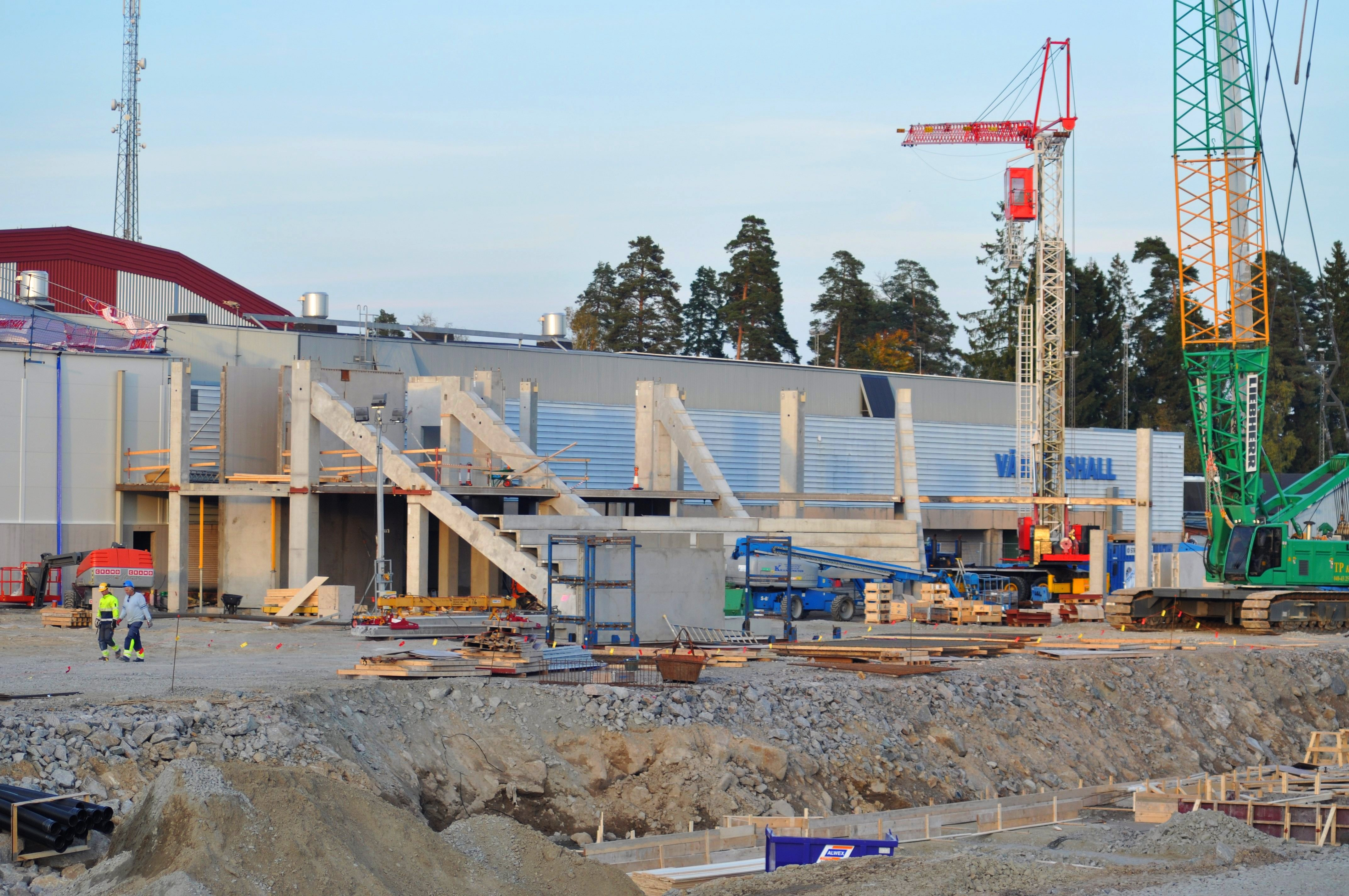
Die Baustelle im Oktober 2010
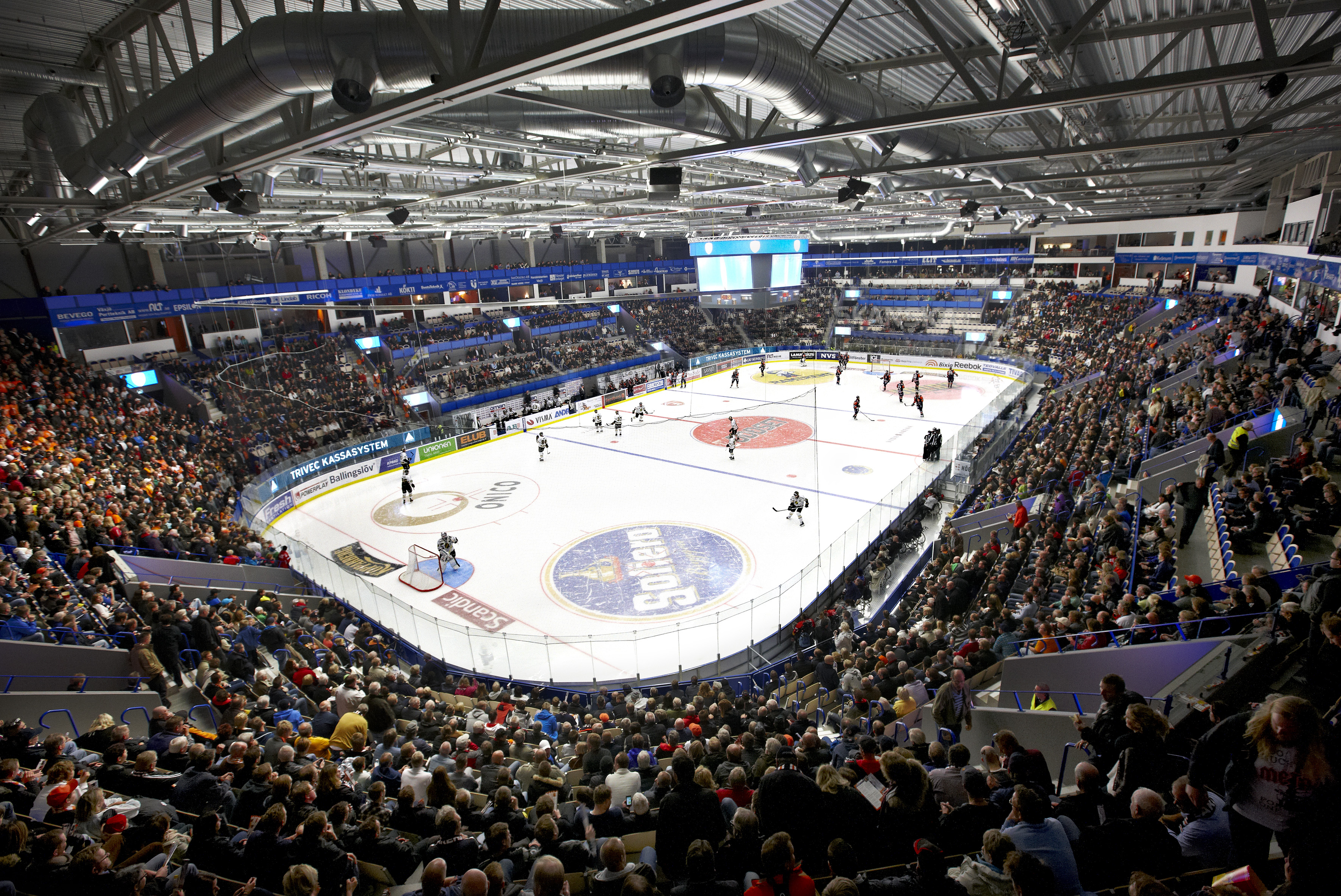
Der Innenraum mit Eisfläche (Oktober 2011)